# Fluoxastrobin
Fluoxastrobin ist eine chemische Verbindung aus der Gruppe der Strobilurine und Methoxyacrylate, die als Fungizid in der Landwirtschaft eingesetzt wird.

## Gewinnung und Darstellung
Fluoxastrobin kann durch eine mehrstufige Reaktion von 2-Brom-2′-hydroxyacetophenon mit Methoxyamin, Kalium-tert-butanolat, tert-Butylnitrit, Ethylenoxid, Kaliumhydroxid, 4,5,6-Trifluorpyrimidin und 2-Chlorphenol gewonnen werden.

## Eigenschaften
Fluoxastrobin ist ein weißer Feststoff, der praktisch unlöslich in Wasser ist. Er ist stabil gegenüber Hydrolyse. Obwohl im Allgemeinen das (E)-Isomer als Fluoxastrobin bezeichnet wird, ist im technischen Produkt auch das (Z)-Isomer in untergeordneter Menge enthalten. Das Isomerenverhältnis (E) : (Z) beträgt mindestens 90:10.

## Verwendung
Fluoxastrobin wird als Fungizid in Getreide und Zwiebeln verwendet. Neben der Spritzanwendung kommen auch Beizmittelanwendungen zum Einsatz. Die Wirkung beruht auf der Hemmung des Komplexes III der Atmungskette, der Cytochrom-c-Reduktase, an der Qo-Stelle. Es wurde 2004 von Bayer auf den Markt gebracht.

## Zulassung
In der Europäischen Union wurde der Pflanzenschutzmittel-Wirkstoff Fluoxastrobin mit Wirkung zum 1. August 2008 für Anwendungen als Fungizid zugelassen.
In einer Reihe von EU-Staaten, unter anderem in Deutschland und Österreich, sowie in der Schweiz sind Pflanzenschutzmittel mit diesem Wirkstoff zugelassen.